# Meloe cavensis
Meloe cavensis é uma espécie de insetos coleópteros polífagos pertencente à família Meloidae.
A autoridade científica da espécie é Petagna, tendo sido descrita no ano de 1819.
Trata-se de uma espécie presente no território português.